# 柳家小よし
柳家小よしは、落語家の柳家小さん系統の前座名である。
本名に「よし」が入っているために名付けられた場合が多い。
- 柳家小よし - 後∶初代柳家蝠丸
- 柳家→桂小よし - 後∶十代目桂文治
- 柳家小よし - 後∶七代目立川談志
- 柳家小よし - 現∶柳家さん遊
- 柳家小よし - 現∶桜川米七